# (131697) 2001 XH255
(131697) 2001 XH255 es un objeto transneptuniano, descubierto el 11 de diciembre de 2001 por Jan Kleyna, y sus compañeros también astrónomos David C. Jewitt y Scott S. Sheppard desde el Observatorios de Mauna Kea, Hawái, Estados Unidos.

## Designación y nombre
Designado provisionalmente como 2001 XH255.

## Características orbitales
2001 XH255 está situado a una distancia media del Sol de 35,05 ua, pudiendo alejarse hasta 37,80 ua y acercarse hasta 32,29 ua. Su excentricidad es 0,078 y la inclinación orbital 2,855 grados. Emplea 75803,3 días en completar una órbita alrededor del Sol.

## Características físicas
La magnitud absoluta de 2001 XH255 es 8,2.